# Rasa de la Caseta
La Rasa de la Caseta és un torrent afluent per l'esquerra de la Riera de Madrona en el tram en què rep el nom de Barranc de Pinell, que neix al vessant sud del Serrat de Sant Miquel, entre les masies de la Caseta de la Vila (al nord-oest) i del Folc (al sud). De direcció predominant cap a les 10 del rellotge, desguassa al seu col·lector a uns 300 m. al sud-est de la masia de Finestres després d'haver fet tot el seu curs pel terme municipal de Pinell de Solsonès

## Xarxa hidrogràfica
La seva xarxa hidrogràfica, que també transcorre íntegrament pel terme municipal de Pinell de Solsonès, està constituïda per nou cursos fluvials la longitud total dels quals suma 6.954 m.

### Afluents destacables
- El Barranc de Vilardaga